# Gado
Pour les articles homonymes, voir Gado (homonymie).
Godfrey Mwampembwa, dit Gado, est un dessinateur de presse tanzanien, né le 6 août 1969 à Dar es Salam.

## Biographie
Godfrey Mwampembwa naît le 6 août 1969 à Dar es Salam d'une professeure et d'un employé de l'agence nationale du tourisme, qui « encouragent sa passion pour le dessin ».
Après avoir étudié brièvement en architecture à l'Ardhi Institute (en), Gado a commencé dès 1992 à dessiner en free-lance pour différents journaux tanzaniens, comme Daily News, Business Times et The Express. Il a ensuite été engagé par Nation Media Group (NMG) de Nairobi (Kenya), éditeur du Daily Nation, et s'est rapidement imposé comme le principal dessinateur de presse d'Afrique de l'Est. 
Gado a étudié l'animation de films à Trévise en 1996-1997, puis à l'École du film de Vancouver en 2000-2001. 
Ses dessins sont également publiés par des journaux européens (Courrier international, The Guardian), nord-américains (The Washington Times) et asiatiques (Japan Times).
En 2015, l'une des caricatures de Gado, représentant le président tanzanien Jakaya Kikwete, concourt à la censure de l'hebdomadaire The EastAfrican dans lequel elle a été diffusée ; le dessinateur accepte alors de prendre une année sabbatique,,.
L'année suivante, à son retour, son contrat avec Nation Media Group n'est pas renouvelé. Gado y voit une pression du gouvernement kenyan, notamment en raison de ses caricatures du président Uhuru Kenyatta et du vice-président William Ruto. Ce dernier se voit notamment longtemps attribuer une chaîne et un boulet dans les caricatures du dessinateur, en référence aux poursuites menées contre l'homme d'État par la Cour pénale internationale. Le groupe NMG dément agir en fonction de pressions extérieures et affirme que sa collaboration avec le dessinateur a « cessé naturellement »,,.
Il a cofondé l'entreprise Buni Media, qui anime The XYZ Show, une émission satirique de marionnettes.

## Prix et distinctions
Gado a été nommé Dessinateur de presse de l'année au Kénya (1999). Il est également lauréat du Prix du journalisme pour les droits de l'homme au Kénya (2005 et 2009). 
En 2007, il reçoit le Prix du Prince Claus. En 2016, après son départ forcé du groupe NMF (cf. supra), il se voit décerner par l'association Cartooning for Peace le prix Prix international du dessin de presse.